# Darjuš Lavrinovič
Darjuš Lavrinovič, né le 1er novembre 1979 à Vilnius, est un joueur lituanien de basket-ball d'origine polonaise (en polonais : Dariusz Ławrynowicz). Il est le frère jumeau de Kšyštof Lavrinovič, qui est également joueur de basket-ball. Les deux jouent essentiellement au poste de pivot et font partie de l'équipe de Lituanie.

## Carrière
En 1999, il est condamné, en même temps que son frère jumeau Kšyštof Lavrinovič, à la prison pour complicité dans une affaire de viol collectif, ce qui l'empêche de jouer pour les saisons 2000-2001 et 2001-2002.
En 2002-2003, il revient à son club formateur, Alytus Alita, où il réalise une grande saison : il est alors repéré par le champion de Lituanie en titre, le Žalgiris Kaunas, qui l'engage pour trois ans. En 2011, il signe un contrat de 2 ans avec le CSKA Moscou.
En août 2013, il rejoint le club ukrainien du Boudivelnyk Kiev. Il est nommé meilleur joueur de la 9e journée de l'Euroligue 2013-2014 avec une évaluation de 44 (29 points à 5 sur 5 à deux points, 4 sur 5 à trois points et 7 sur 7 au lancer franc, 10 rebonds, 4 passes décisives et 3 contres) dans la victoire de son équipe face à la JSF Nanterre. Ses 29 points sont la meilleure performance offensive en Euroligue à ce moment de la saison. Le Boudivelnyk ne se qualifie pas pour le Top 16 de l'Euroligue et est reversé en EuroCoupe. Le club se qualifie pour les huitièmes de finale où il affronte la JSF Nanterre, champion de France. La première manche est jouée à Kaunas, en Lituanie en raison des problèmes politiques en Ukraine et remportée par les Ukrainiens 86-82. Lavrinovič est élu meilleur joueur des huitièmes de finale de l'EuroCoupe avec une évaluation de 38 (28 points à 8 sur 11 à deux points, 9 rebonds et 3 contres).

## Palmarès

### Club
- Champion de la Ligue baltique 2005
- Champion de Lituanie 2004, 2005

### Sélection nationale
- Jeux olympiques
  - 4e aux Jeux olympiques 2008
- Championnat du monde
  - 7e au Championnat du monde 2006 au Japon
- Championnat d'Europe
  - 5e au Championnat d'Europe 2005 en Serbie-Monténégro
  -  Médaille de bronze au Championnat d'Europe 2007
  -  Médaille d'argent au Championnat d'Europe 2013

### Distinctions personnelles
- Nommé dans le deuxième cinq de l'Euroligue 2005-2006